# Siri Meyer
Siri Lisen Meyer, född 11 augusti 1898 i Göteborgs mosaiska församling, död 28 februari 1985 i Björketorps församling, Västergötland, var en svensk tecknare och målare.
Siri Meyer utbildade sig först vid Slöjdföreningens skola i Göteborg och 1919-1920 vid Kungliga Konstakademien i Stockholm, och därefter vid Hans Hofmanns konstskola i München 1922-1923. I München ställde hon 1923 ut tillsammans med Paul Klee och George Grosz på Galerie Goltz. Därefter studerade hon i Paris 1924-1925 för Othon Friesz och Fernand Léger på Académie Moderne och också för Otte Sköld. I Paris delade där ateljé med den norska konstnären Elsa Lystad.
Siri Meyer verkade utomlands på flera ställen, bland annat ofta från 1926 på Mallorca, innan hon i början av 1960-talet återvände till Sverige och slog sig ned i Bohuslän. Hon arbetade i Sverige med non-figurativt måleri och med reklam, teaterscenografi och målningar på Liseberg i Göteborg. Meyer är representerad vid bland annat Göteborgs konstmuseum.